# Tertio Millennio Adveniente
Tertio Millennio Adveniente (en latín: "A medida que se acerca el tercer milenio") es una carta apostólica del Papa Juan Pablo II, promulgada el 10 de noviembre de 1994, relativa a la preparación para el Gran Jubileo del año 2000.
En la carta, el Papa se dirigió a obispos, sacerdotes, diáconos, religiosos y todos los fieles.
El documento consta de cinco capítulos:
- Jesucristo es el mismo ayer, hoy (Hebreos 13,8)
- El Jubileo del año 2000
- La preparación del Gran Jubileo
- La preparación inmediata
- Jesucristo es el mismo siempre (Hebreos 13,8)

En cuanto a la preparación directa, Juan Pablo II precisó tres fases. La primera fase fue una fase previa a la preparación para reavivar en el pueblo cristiano la conciencia del valor y significado del Jubileo del año 2000 en la historia humana. La segunda fase se caracterizará por una reflexión trinitaria sobre Jesucristo, el Espíritu Santo y Dios Padre. La preparación incluiría un examen de conciencia. La tercera fase sería la propia celebración del año 2000.
La celebración del Gran Jubileo estaba prevista en Tierra Santa, en Roma y en todas las Iglesias locales del mundo.